# Teste de Zwikker
O teste de Zwikker é um teste simples para identificar barbitúricos. O reagente de Zwikker, utilizado no teste, é composto por uma mistura de duas soluções. A solução A consiste em 0,5 g de sulfato de cobre (II) em 100 ml de água destilada, e a solução B trata-se de piridina 5% (v/v) em clorofórmio. Uma gota de cada solução é adicionada à substância a ser testada e uma mudança de cor é observada.
O teste com fenobarbital, pentobarbital ou secobarbital resulta em roxo claro. Chá e tabaco ficam amarelo-esverdeados.
Pela falta de especificidade do teste e por sua tendência a produzir falsos positivos, ele não é amplamente utilizado como teste presuntivo de drogas — ou seja, para identificar uma droga ou uma classe delas —, embora ainda desempenhe um papel na coloração em cromatografia de camada delgada.